# 玫瑰新邨

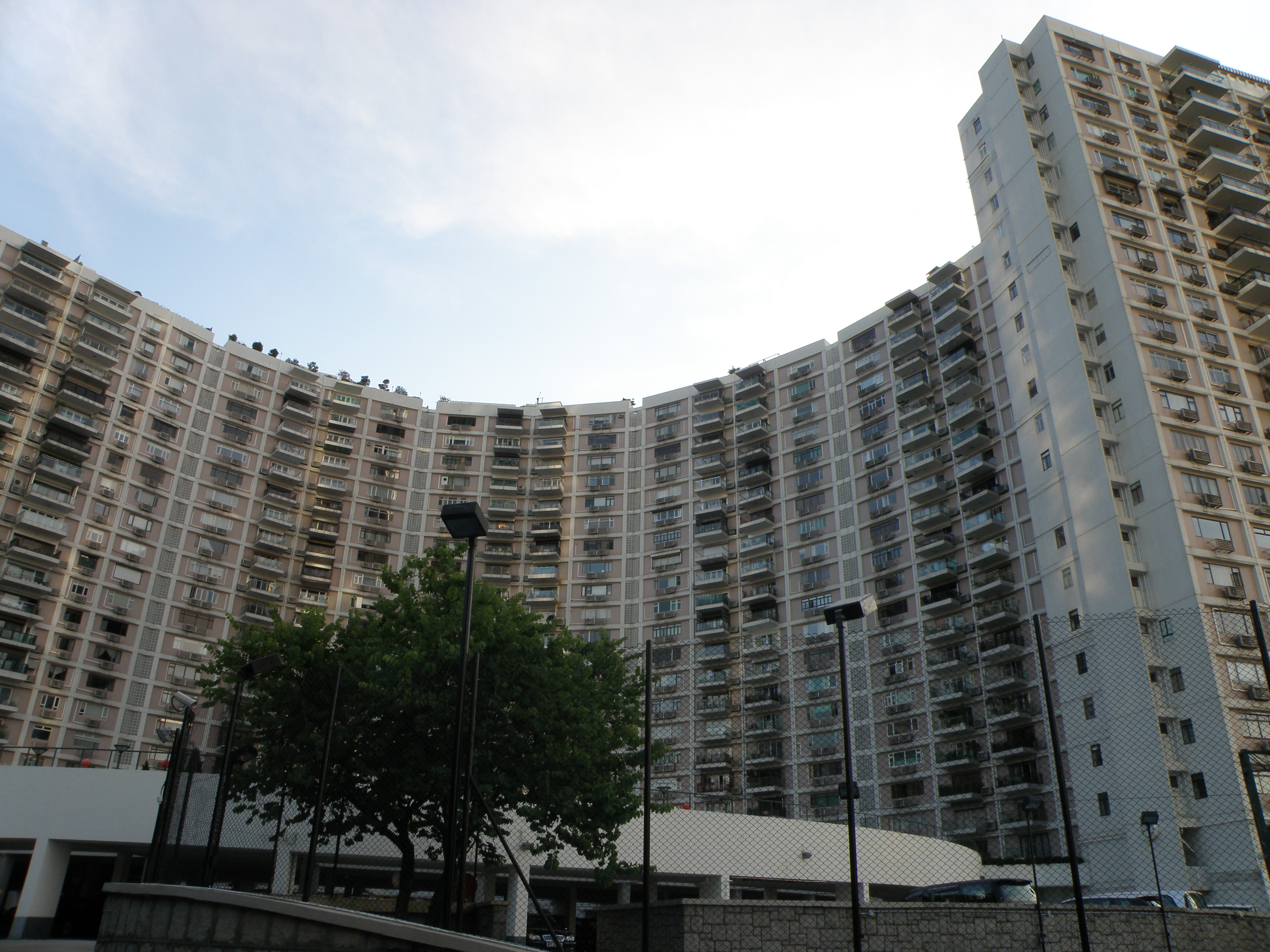
玫瑰新邨

玫瑰新邨（英語：Villa Monte Rosa）位於司徒拔道41A號，是香港香港島灣仔區的私人屋苑。該屋苑由大地置業興建，地皮前身為西班牙道明會聖大亞伯爾修院及玫瑰崗學校，屋苑於1965年至1966年間落成及入伙。，商人楊志雲、何善衡、何添、梁昌、梁球琚、利國偉、馮堯敬等人負責經營。玫瑰新邨一共分為6幢，佔地約20萬方呎。

## 事件
玫瑰新邨因為陳方安生在1995年疑以十成按揭貸款買樓有關，而在2007年11月有所提及。

## 名人住客
- 藝人宣萱
- 藝人王菲
- 藝人金燕玲
- 藝人蘇施黃
- 前政務司司長陳方安生及其家族
- Juliana Yam